# Arheološko nalazište Mali Komor
Prapovijesno arheološko nalazište "Vrci" je objekt u mjestu Mali Komor, općini Mače zaštićeno kulturno dobro.

## Opis dobra
Arheološko nalazište „Vrci“ nalazi se u naselju Mali Komor, u općini Mače, na povišenoj terasi, na oko 180 m n/v. Lokalitet je otkriven prilikom rekognosciranja 2015. g. Tom su prilikom na južnom i zapadnom položaju nalazišta, na oranicama, uočene arheološke tvorevine nepravilnih oblika s kojih je prikupljeno veći broj ulomaka keramičkih posuda, jedan ulomak keramičke žlice, kao i komadić kućnog lijepa. Na osnovu tipološko-kronološke analize pokretnog arheološkog materijala, lokalitet se može datirati u razdoblje bakrenog doba tj. eneolitika.

## Zaštita
Pod oznakom P-5066 zavedena je kao nepokretno kulturno dobro - pojedinačno, pravna statusa zaštićena kulturnog dobra, klasificirano kao "profana graditeljska baština".